# La Colònia (Monistrol de Calders)
La Colònia, o Colònia Clarassó, fou una colònia tèxtil construïda al lloc on hi havia el Molí de la Païssa, al terme municipal de Monistrol de Calders, de la comarca del Moianès, actualment enderrocada.
Era situada a ponent de la masia de la Païssa, a la dreta del Calders i a ponent de la carretera B-124 en el punt quilomètric 34,8.

## Història
L'industrial barceloní Clarassó va comprar el molí de la Païssa i el va convertir, en primer lloc, en molí tèxtil; més tard al mateix lloc va construir una fàbrica de teixits. La fàbrica del Clarassó ja es trobava en funcionament a finals del segle xix. Al voltant de la fàbrica es van construir habitatges i un petit nucli de serveis, que van donar origen a la colònia, de petites dimensions. L'ampliació de molí a fàbrica va necessitar una important obra hidràulica per part de Clarassó. Aquest salt d'aigua va permetre electrificar el poble de Monistrol de Calders el 1917.
L'antic Molí de la Païssa fou enderrocat per tal d'engrandir la nau principal de la fàbrica tèxtil.
Durant molt anys la fàbrica donà ocupació a una part important de la població de Monistrol de Calders; hi havia dos blocs de pisos -en subsistí un fins al 2015- on van arribar a viure uns cent veïns del poble.
Després de romandre tancada i abandonada, la fàbrica mostrava un estat evident de degradació, que es va accentuar arran d'una forta ventada el desembre del 2014. Els actuals propietaris, (el BBVA, la Sareb i l'Institut Català de Finances) van demanar a l'Ajuntament de Monistrol de Calders la llicència per tal d'enderrocar el recinte de la fàbrica. La llicència fou concedida l'agost del 2015 L'enderroc portà certa polèmica, ja que les runes contenien material contaminant per fibra d'amiant i l'Ajuntament va exigir el control i certificació dels treballs, a més de la reforestació del solar.